# Noëllet
Noëllet est une ancienne commune française, située dans le département de Maine-et-Loire en région Pays de la Loire.
Ancienne paroisse rurale occupée par des populations humaines depuis la Préhistoire, elle deviendra un haut lieu de la chouannerie dans le Haut-Anjou. Son économie repose principalement sur l'élevage et l'agriculture. Elle subira de manière marquée l'exode rural au XXe siècle, perdant les deux tiers de sa population.
Depuis le 15 décembre 2016, le territoire appartient à la commune d'Ombrée d'Anjou.

## Géographie

### Localisation
La commune est située dans le Haut-Anjou.

### Topographie, géologie, relief
Noëllet fait partie de l'unité paysagère du Segréen, et plus particulièrement de la sous-unité paysagère du Pouancéen, qui se caractérise par un paysage vallonné, aux ondulations orientées d'est en ouest où le maillage bocager tend à se densifier au fur et à mesure que l'on descend dans les vallons. Sur le plan géologique, la commune se trouve sur un terrain schisteux, de formation silurienne provenant du massif armoricain.
Le gros du territoire de la commune commence au nord à une altitude d'environ 55 mètres, pour descendre progressivement jusqu'à 47 mètres. Le relief remonte ensuite légèrement, vers 60 mètres, puis redescend au niveau de la Nymphe et reste constant, environ 40-45 mètres, avant de remonter plus au sud pour atteindre progressivement 95-100 mètres au lieu-dit la Bataille.

### Climat
La région du Haut-Anjou est caractéristique de la «douceur angevine». Le climat de Maine-et-Loire étant un climat de transition entre le climat océanique de la côte atlantique et le climat continental de la Touraine, les hivers y sont doux et les étés agréables. À l'arrivée des perturbations venant de l'océan, le Haut-Anjou et Noëllet sont en première ligne. Le nombre de jours de précipitation y oscille entre 140 et 150 par an.

### Hydrographie
Au nord de la commune, la Verzé traverse Noëllet d'ouest en est. Le ruisseau de la Nymphe fait de même plus au sud, rejoint par le ruisseau de Pihembert, qui forme la frontière ouest avec Saint-Michel-et-Chanveaux. D'autres ruisseaux la rejoignent. Une série d'étangs se situent au sud-ouest du bourg, vestiges de l'exploitation du calcaire pour les fours à chaux.

## Toponymie
La paroisse de Noëllet est nommée pour la première fois dans un cartulaire, vers 1036-1056, sous le nom de « Noelet ». Au cours du XIe siècle, elle va être nommée à plusieurs reprises, sous des désignations différentes: « Noeletum » (1056-1060, « Noiletum » (1060-1067) et « Noilet » (1070-1080). Au XIIe siècle, elle sera mentionnée sous « Nuiletum » ou « Noieletum ». Sous l'Ancien Régime, le nom évolue encore et finit par se rapprocher de la dénomination actuelle. On trouve ainsi « Nouellet » ou « Noellet » en 1600, « Noyellet » en 1620, et vers la fin du XVIIIe siècle, l'orthographe définitive n'est pas encore arrêtée: « Noslet », « Noilet » ou « Noelet ».

## Histoire

### Préhistoire et Antiquité
Une présence ou un passage de population humaine sur le territoire est attesté par 12 haches polies trouvées au sud de la commune. En 1944, 32 haches à talons de l'âge du bronze moyen, de type armoricain, sont découvertes.

### Moyen Âge
Dès le XIIe siècle, le territoire de Noëllet constitue un fief qui donne son nom à une famille de chevalerie. La terre est réunie pendant le XIVe siècle à la seigneurie de Combrée.

### Ancien Régime
Le 18 décembre 1674, le chapitre religieux de Saint-Maimboeuf d'Angers fait don à la paroisse d'une relique du saint, un os du bras nommé « os du coude de saint Maimboeuf ». En 1707, une épidémie de dysenterie qui ravage tout le Haut-Anjou tue 238 personnes. Avant la Révolution, les cultures sont faibles, principalement du seigle et de l'orge. Les rivières ne sont pas entretenues. La paroisse relevait du grenier à sel de Pouancé.

### Révolution
Le prêtre de Noëllet décide de prêter serment, mais est égorgé par les chouans en 1794 avec le maire. Les vicaires desservant la paroisse refusent de prêter serment et s'enfuient ou sont déportés. La population se range globalement du côté de la chouannerie, certains habitants prenant part au combat des Rochettes à La Prévière avec les habitants d'autres paroisses.

### Époque contemporaine
Le XIXe siècle voit la construction des fours à chaux sur la commune. En 1839, une mairie-école est construite, la municipalité quittera ses locaux pour l'ancien presbytère en 1977. L'église est en partie reconstruite, la nef et le clocher étant terminés en 1873. On trouvait autrefois sept moulins à eau, une tannerie et quatre moulins à vent.

## Politique et administration

### Administration municipale

#### Administration actuelle
Depuis le 15 décembre 2016, Noëllet constitue une commune déléguée au sein de la commune nouvelle d'Ombrée d'Anjou et dispose d'un maire délégué.
| Période                                  | Période  | Identité       | Étiquette | Qualité |
| ---------------------------------------- | -------- | -------------- | --------- | ------- |
| décembre 2016                            | en cours | Régis Richard, |           |         |
| Les données manquantes sont à compléter. |          |                |           |         |

#### Administration ancienne
Noëllet est située dans le canton de Pouancé, arrondissement de Segré, dans le département de Maine-et-Loire. La commune comptant moins de 500 habitants, son Conseil municipal est constitué de 11 élus.
| Période                                  | Période       | Identité       | Étiquette | Qualité |
| ---------------------------------------- | ------------- | -------------- | --------- | ------- |
| 1995                                     | mars 2014     | Daniel Brillet |           |         |
| mars 2014                                | décembre 2016 | Régis Richard  |           |         |
| Les données manquantes sont à compléter. |               |                |           |         |

### Intercommunalité
La commune adhère, comme les autres communes du canton de Pouancé, à un Syndicat intercommunal à vocation multiple (SIVM) créé en 1966. Celui-ci devient la Communauté de communes de la région de Pouancé-Combrée en 1995.

## Population et société

### Évolution démographique
L'évolution du nombre d'habitants est connue à travers les recensements de la population effectués dans la commune depuis 1800. À partir du 1er janvier 2009, les populations légales des communes sont publiées annuellement dans le cadre d'un recensement qui repose désormais sur une collecte d'information annuelle, concernant successivement tous les territoires communaux au cours d'une période de cinq ans. 
Pour les communes de moins de 10 000 habitants, une enquête de recensement portant sur toute la population est réalisée tous les cinq ans, les populations légales des années intermédiaires étant quant à elles estimées par interpolation ou extrapolation. Pour la commune, le premier recensement exhaustif entrant dans le cadre du nouveau dispositif a été réalisé en 2004,.
En 2014, la commune comptait 426 habitants, en évolution de +1,19 % par rapport à 2009 (Maine-et-Loire : +3,3 %, France hors Mayotte : +2,49 %).
| 1800 | 1806 | 1821 | 1831 | 1836 | 1841 | 1846 | 1851 | 1856 |
| ---- | ---- | ---- | ---- | ---- | ---- | ---- | ---- | ---- |
| 500  | 655  | 826  | 797  | 805  | 812  | 897  | 905  | 919  |

| 1861 | 1866 | 1872 | 1876 | 1881 | 1886 | 1891 | 1896 | 1901 |
| ---- | ---- | ---- | ---- | ---- | ---- | ---- | ---- | ---- |
| 885  | 903  | 983  | 944  | 943  | 967  | 995  | 974  | 923  |

| 1906 | 1911 | 1921 | 1926 | 1931 | 1936 | 1946 | 1954 | 1962 |
| ---- | ---- | ---- | ---- | ---- | ---- | ---- | ---- | ---- |
| 908  | 843  | 743  | 734  | 728  | 733  | 702  | 737  | 639  |

| 1968 | 1975 | 1982 | 1990 | 1999 | 2004 | 2009 | 2014 | - |
| ---- | ---- | ---- | ---- | ---- | ---- | ---- | ---- | - |
| 573  | 543  | 494  | 451  | 393  | 369  | 421  | 426  | - |

### Pyramide des âges
La population de la commune est relativement âgée. Le taux de personnes d'un âge supérieur à 60 ans (28,7 %) est en effet supérieur au taux national (21,6 %) et au taux départemental (21 %).	
Contrairement aux répartitions nationale et départementale, la population masculine de la commune est supérieure à la population féminine (51,1 % contre 48,4 % au niveau national et 48,6 % au niveau départemental).	
La répartition de la population de la commune par tranches d'âge est, en 2007, la suivante :	
- 51,1 % d’hommes (0 à 14 ans = 16,7 %, 15 à 29 ans = 20,5 %, 30 à 44 ans = 20,5 %, 45 à 59 ans = 14,4 %, plus de 60 ans = 27,9 %) ;
- 48,9 % de femmes (0 à 14 ans = 19,4 %, 15 à 29 ans = 16 %, 30 à 44 ans = 17 %, 45 à 59 ans = 18 %, plus de 60 ans = 29,6 %).

| Hommes | Classe d’âge | Femmes |
| ------ | ------------ | ------ |
| 0,0    | 90 ans ou +  | 0,5    |
| 10,7   | 75 à 89 ans  | 9,2    |
| 17,2   | 60 à 74 ans  | 19,9   |
| 14,4   | 45 à 59 ans  | 18,0   |
| 20,5   | 30 à 44 ans  | 17,0   |
| 20,5   | 15 à 29 ans  | 16,0   |
| 16,7   | 0 à 14 ans   | 19,4   |

| Hommes | Classe d’âge | Femmes |
| ------ | ------------ | ------ |
| 0,4    | 90 ans ou +  | 1,2    |
| 6,3    | 75 à 89 ans  | 9,2    |
| 11,8   | 60 à 74 ans  | 13,0   |
| 19,9   | 45 à 59 ans  | 19,4   |
| 20,6   | 30 à 44 ans  | 19,5   |
| 20,3   | 15 à 29 ans  | 19,1   |
| 20,6   | 0 à 14 ans   | 18,6   |

### Enseignement
Seule une école publique dépendant de l'académie de Nantes accueille les enfants de maternelle et primaire. Les collèges se trouvent à Pouancé et les lycées se situent à Châteaubriant ou Segré.

### Santé
Il n'y a pas de médecin ni d'infirmier installé à Noëllet. Les plus proches sont basés à Pouancé ou Combrée, et l'hôpital est à Pouancé. Les cliniques les plus proches se situent à Segré, de même que le service maternité.

### Autres équipements, commerces et tourisme
La commune dispose pour unique équipement sportif d'un terrain de football, d'un city stade, de machines de musculation, d'une bibliothèque pour équipement culturel et d'une salle communale en location.
Pour le tourisme, la commune est affiliée à l'Office de Tourisme de l'Anjou bleu.
Un gîte rural se trouve sur la commune.

## Économie
Selon l'INSEE, la commune comptait en 2009, hors exploitations agricoles, cinq entreprises dont deux dans la construction, deux dans le commerce, le transport, la réparation automobile et les services divers, et une dans l'administration publique, l'enseignement, la santé et l'action sociale. L'ensemble emploie une quinzaine de salariés.
On comptait 30 exploitations agricoles en 2000. Le nombre d'exploitations a diminué entre 1988 et 2000, passant de 48 à 30, la superficie cultivée baissant également, de 1 471 hectares (moyenne 31 hectares par exploitation) à 1 191 hectares (40 hectares par exploitation). Vingt-cinq exploitations élevaient des bovins, le nombre de têtes baissant légèrement de 2 636 à 2 323 entre 1988 et 2000, et dix-neuf des volailles, dont le nombre augmente de 3 581 à 4 362 sur la même période.

## Lieux et monuments
On trouve sur la commune plusieurs anciens châteaux ou logis. Un logis du XVIe siècle et XVIIIe siècle avec étage et tourelle d'escalier, se trouve dans le bourg. Le château de la Houssaudière, du XVIIe siècle, est une ancienne maison noble, reconstruite au XIXe siècle. Le château de la Jaille, qui relevait autrefois d'Armaillé, est une ancienne demeure noble, qui autrefois était totalement enclos et protégé par cinq tours.
Des anciennes industries de la commune ne reste plus qu'un ancien moulin à vent et les bâtiments des fours à chaux de Prévault.
L'église Saint-Mainboeuf a été construite au XIXe siècle, entre 1852 et 1873. Pendant la Révolution, elle sert de caserne et d'écurie, une de ses cloches étant même fondue à Segré pour la transformer en monnaie. Dans l'église se trouve l'ancien reliquaire de l'« os du coude » de saint Mainboeuf, ainsi qu'un vitrail datant de 1946, réalisé par Gabriel Loire.

## Personnalités liées à la commune
- Marie Brémont (1886-2001), doyenne de l'humanité de novembre 2000 à sa mort, y est née.